# Fernando Braga Ubatuba
Fernando Braga Ubatuba (Pelotas, 9 de novembro de 1917 – Rio de Janeiro, 9 de março de 2003) foi um médico e pesquisador brasileiro. 
Membro da Academia Brasileira de Ciências, Comendador da Ordem Nacional do Mérito Científico, foi um dos cientistas compulsoriamente aposentados pela Ditadura militar brasileira, evento conhecido como o Massacre de Manguinhos.

## Biografia
Fernando nasceu em Pelotas, em 1917. Em 1940, casou-se com Arlette F. Ramos, com quem teve cinco filhos, e formou-se em medicina pela Faculdade de Medicina da Universidade do Brasil, hoje a Universidade Federal do Rio de Janeiro (UFRJ), em 1942. Interessado em física e química, encontrou na medicina uma forma de estudar ambas as áreas de maneira interdisciplinar. Logo após sua formatura, começou a trabalhar na área. Foi professor assistente da Faculdade de Ciências Médicas do Rio de Janeiro entre 1946 e 1948; da Faculdade Nacional de Medicina entre 1956 e 1962 e da Escola Nacional de Veterinária (hoje Universidade Federal Rural do Rio de Janeiro), de 1950 a 1970.
Ingressou em Manguinhos, na Fiocruz, em 1942, como químico-analista, onde também foi professor, pesquisador e chefe da Seção de Endocrinologia, cargo que ocupou até 1964. Fernando montou laboratórios de padronização de hormônios na Fiocruz e na Santa Casa, após uma viagem à Suíça e Inglaterra. Também foi assessor de planejamento do Laboratório Central de Controle de Produtos Veterinários da Secretaria de Defesa Sanitária de Agricultura.
A partir de 1970, impossibilitado de trabalhar no Brasil devido ao AI-5, Fernando aceitou o convite para lecionar na Universidad Centroccidental Lisandro Alvarado, na Venezuela, onde criou uma Unidade de Investigações em Ciências Fisiológicas.
Em 1972, Fernando recebeu uma bolsa de estudos para trabalhar por um ano ARC Brabham’s Institute of Animal Physiology, em Cambridge, onde foi agregado ao laboratório de Marthe Vogt, onde pesquisou a farmacologia das prostaglandinas. A convite do professor Eric Horton entrou na Universidade de Edimburgo como professor visitante no departamento de farmacologia. Trabalhou ainda no Wellcome Research Laboratories (WRL), de 1974 até sua aposentadoria em 1980. Antes de seu exílio, ele vinha articulando uma transferência para a Universidade de Brasília, que só veio a acontecer em 1980, quando beneficiado pela anistia, quando retornou ao país e pode ser reintegrado ao quadro de funcionários da Fiocruz. Optando por se mudar para Brasília, na universidade assumiu o posto de professor de Farmacologia Médica.
Aposentando-se por idade em Brasília, ele voltou para a UFRJ para trabalhar como professor visitante e bolsista do CNPq, no Departamento de Bioquímica Médica. Sua pesquisa focava na multidisciplinaridade do estudo da Fisiologia das secreções glandulares e da caracterização química e bioquímica dos hormônios tireoideanos, da córtico-adrenal e das gônadas.
Trouxe importantes conhecimentos sobre os peróxidos e hidroperóxidos do ácido araquidônico e na caracterização de uma nova prostaglandina, produzida no endotélio vascular, posteriormente identificada como a prostaciclina (PGI2).

## Morte
Fernando morreu em 9 de março de 2003, na cidade do Rio de Janeiro, aos 85 anos. Deixou a esposa, cinco filhos e netos.